# Scooby-Doo i kibernetički lov
Scooby Doo i kibernetički lov (engl. Scooby Doo and the Cyber Chase) četvrti je dugometražni animirani DVD film iz serije Scooby Doo, izdan 2001. godine.

## Radnja
Škvadra posjećuje svoga školskog prijatelja Erica, koji sada na sveučilištu radi na kompjutorskom projektu. Osim toga, Eric je stvorio i kompjutorsku igru u kojoj su glavni likovi upravo Scooby, Shaggy, Velma, Daphne i Fred, a rješavaju tajne cyber svijeta. U laboratoriju ih upoznaje sa svojim profesorom i partnerom te s neobičnom opremom – laserom koji može prave stvari prebacivati u virtualni svijet i obratno. Međutim, sinoć je laser u pravi svijet poslao Fantomski Virus, monstruma iz Ericove igre, no ne zna se tko je pravi krivac. Društvo zato počinje istraživati po fakultetu ne bi li otkrili o čemu se radi, ali tek što su počeli s rješavanjem zagonetke, netko ih laserom prebacuje zajedno s Virusom u Ericovu kompjutorsku igru. Kako bi se izvukli, moraju prijeći svih deset razina, tj. na svakoj razini naći i uzeti kutiju Scooby keksa bez da ih uhvati Virus. Na zadnjoj razini upoznaju se sa svojim dvojnicima, a uz Virus ondje ih čekaju i zločinci iz starih serijala (Grozni, Jaguaro, Zloduh-gator, Blatni monstrum i Željezna maska).

## Glasovi

### Originalna verzija
- Scott Innes – Scooby, cyber Scooby, Shaggy, cyber Shaggy
- Frank Welker – Fred, cyber Fred
- Grey DeLisle – Daphne, cyber Daphne
- B.J. Ward – Velma, cyber Velma
- Joe Alaskey – šef osiguranja Wembley
- Bob Bergen – Eric Staufer
- Tom Kane – profesor Robert Kaufman
- Mikey Kelley – Bill McLemore
- Gary Sturgis – Virus

### Hrvatska verzija
Film je sinkroniziran za VHS i DVD izdanje.
- Siniša Popović – Scooby i cyber Scooby
- Dražen Bratulić – Shaggy i cyber Shaggy
- Jasna Palić-Picukarić – Velma i cyber Velma
- Sanja Marin – Daphne i cyber Daphne
- Hrvoje Klobučar – Fred i cyber Fred
- Stojan Matavulj – policajac Wembley
- Marko Makovičić – Eric Staufer
- Ranko Tihomirović – profesor Kaufman, Grozni, gladijatorski lav, koščati gladijator, Željezna maska i Blatni monstrum
- Janko Rakoš – Bill McLemore
- Žarko Savić – Fantom Virus i koščati gladijator